# Istočni Stari Grad
Istočni Stari Grad (česky doslovně Východní Staré město) je název pro obec (opštinu), která se nachází v Bosně a Hercegovině. Administrativně je součástí Republiky srbské. Historicky vznikla po podepsání daytonské dohody v roce 1995 vyčleněním území, které získala Republika srbská z původní obce/općiny Stari grad. 
Zabírá plochu východně od města Sarajeva v kaňonu řeky Miljacka a na okolních návrších, okolo vrcholů Orlovac a Kosač. Zahrnuje několik okolních vesnic. V roce 2013 zde žilo 1131 obyvatel. Je jednou ze součástí města Východní Sarajevo. 
Původně byla opština známa pod názvem Srbské Staré město/Srpski Stari Grad, ale tento název byl prohlášen za neústavní a změněn.